# Beretke
Beretke (szlovákul Bretka) község Szlovákiában, a Kassai kerület Rozsnyói járásában.

## Fekvése
Rozsnyótól 25 km-re délnyugatra, a Sajó jobb partján található.

## Története
1286-ban említik először „terra Beretke" néven. Nevét valószínűleg első birtokosáról kapta. 1291-ben „Berethke", 1427-ben „Berethke" alakban szerepel. Később két falura vált szét. A nemesi község Felső- vagy Kisbretke, a parasztok faluja Alsó- vagy Nagybretke néven bukkan fel. A 17. század végén Beretkét elpusztították, még 1720-ban is csak 2 zsellércsalád lakta. A 18. században újratelepítették. 1773-ban 16 nemes és 6 zsellércsaládja volt.
A 18. század végén Vályi András így ír róla: „BERETKE. Magyar falu, Gömör Vármegyében, birtokosai külömbféle Urak, mint egy ezer lépésnyi meszszeségre fekszik, Sankfalvátol, mellynek filiája, Gömör Várossától sem meszsze, északra a’ Jolsvai patak folyása mellett, melly a’ falu alatt, már Sajó vizével öszve zuhan; határbéli földgye termékeny, legelője elég, ’s mind a’ kétféle fája van, gyümöltsös kertyei, káposztás földgyei jók, meszet, szenet is égetnek, ’s kő bányája is van, malma helyben, második Osztálybéli."
1828-ban 55 házában 455 lakos élt. Lakói mezőgazdasággal, gyümölcstermesztéssel, kőműves munkákkal foglalkoztak.
A 19. század közepén Fényes Elek eképpen írja le: „Beretke, magyar falu, Gömör vgyében, Gömör-Panyit szomszédságában, nagyobbrészint kősziklás helyen fekszik, mindamellett vize elegendő van, mert alsó oldalát a Rozsnyótól lejövő Sajó vize mossa, a helység napnyugot felé levő kisebb részit Jolsva vidékéről lefolyó kisebb Sajó vágja keresztül, mellyen a közbirtokosságnak jó jövedelmező malma áll. Van a reformatusoknak templomjok. Lakja ezen helységet 383 lélek. Van benne 5 7/8 urbéri, 13 4/8 majorsági telek, 322 hold erdő. Földje inkább gabonát, mint buzát termő; mindamellett földjét szorgalmasan mivelő gazda buzát is bőven arat; rétje száraz, de jó takarmányt ad, legelője kevéssé sovány, de hizlaló. Birják a helységet Fialka József, Szalay Zsigmond, Anderko és Székely nemzetség. Ut. p. Tornalja."
Borovszky monográfiasorozatának Gömör és Kishont vármegyét tárgyaló része szerint: „Beretke, a Sajóvölgyben fekvő magyar kisközség, 89 házzal és 480, nagyobbrészt ev. ref. vallású lakossal. E községet már 1427-ben említik, a mikor is Brethke néven szerepel. Ez időben a Ravaz de Bereth család bírta, mely a XVI. század elején Beretky néven szerepel. E család birtokában maradt a mult század közepéig, a mikor leányágon a kisvarsányi Fialka család birtokába ment át. 1480-ban a Csoltói családnak is volt itt részbirtoka. Most Fialka Erzsébetnek és Tornallyay Zoltánnénak van itt nagyobb birtoka s az előbbinek csinos nemesi kúriája, melyet még 1754-ben Beretkey Zsigmond építtetett; most unokája bírja. Ez időben gyümölcstermeléséről is ismeretes volt. Az Őrhegyalja dűlőelnevezésnek bizonyára jelentősége van, de hogy mi, annak nem tudtunk a nyomára jutni. Beretkéhez tartoztak Bikaszög és Herencs puszták, melyek közül az utóbbi 1470-ben Heren néven van említve. A község két temploma újabb építmény. A katholikus 1862-ben, az ev. ref. 1815-ben épült. A posta és a vasúti állomás Gömörpanyiton van, a távíró pedig Tornallyán."
A trianoni diktátumig Gömör és Kishont vármegye Tornaljai járásához tartozott. 1938 és 1945 között újra Magyarország része.
Beretke 1960-tól 1996-ig a Rimaszombati járáshoz tartozott, ezután csatolták (a szomszédos Gömörpanyittal együtt) a Rozsnyói járáshoz.

## Népessége
| Év:            | 1994. | 2004.   | 2014.    | 2024.   |
| -------------- | ----- | ------- | -------- | ------- |
| Emberek száma: | 362   | 350     | 400      | 397     |
| Eltérés:       |       | -3,31 % | +14,28 % | -0,75 % |

| Év:            | 2023. | 2024.   |
| -------------- | ----- | ------- |
| Emberek száma: | 400   | 397     |
| Eltérés:       |       | -0,75 % |

1880-ban 414 lakosából 381 magyar és 3 szlovák anyanyelvű volt.
1890-ben 450 lakosából 447 magyar és 2 szlovák anyanyelvű volt.
1900-ban 480 lakosából 479 magyar és 1 szlovák anyanyelvű volt.
1910-ben 501 lakosa mind magyar anyanyelvű volt.
1921-ben 454 lakosából 446 magyar és 8 csehszlovák volt.
1930-ban 468 lakosából 451 magyar, 3 zsidó, 2 csehszlovák és 12 állampolgárság nélküli volt.
1941-ben 467 lakosából 407 magyar és 5 szlovák volt.
1970-ben 421 lakosából 405 magyar és 16 szlovák volt.
1980-ban 395 lakosából 370 magyar és 22 szlovák volt.
1991-ben 359 lakosából 333 magyar és 22 szlovák volt. 
2001-ben 354 lakosából 290 magyar, 41 szlovák, 21 cigány.
2011-ben 375 lakosából 265 magyar, 49 cigány, 46 szlovák és 15 ismeretlen nemzetiségű volt.
2021-ben 396 lakosából 277 (+16) magyar, 73 (+7) szlovák, 35 (+63) cigány és 11 ismeretlen nemzetiségű volt.

## Neves személyek
- Itt született 1923-ban Hegedűs András tanár, író, újságíró, a „Kincskereső” című irodalmi folyóirat alapítója, számos könyv szerzője
- Itt született 1942-ben Mizerák István fotográfus

## Nevezetességei
- Református temploma 1864-ben épült historizáló stílusban.
- Barokk kúriája 1754-ben épült.

## Képtár

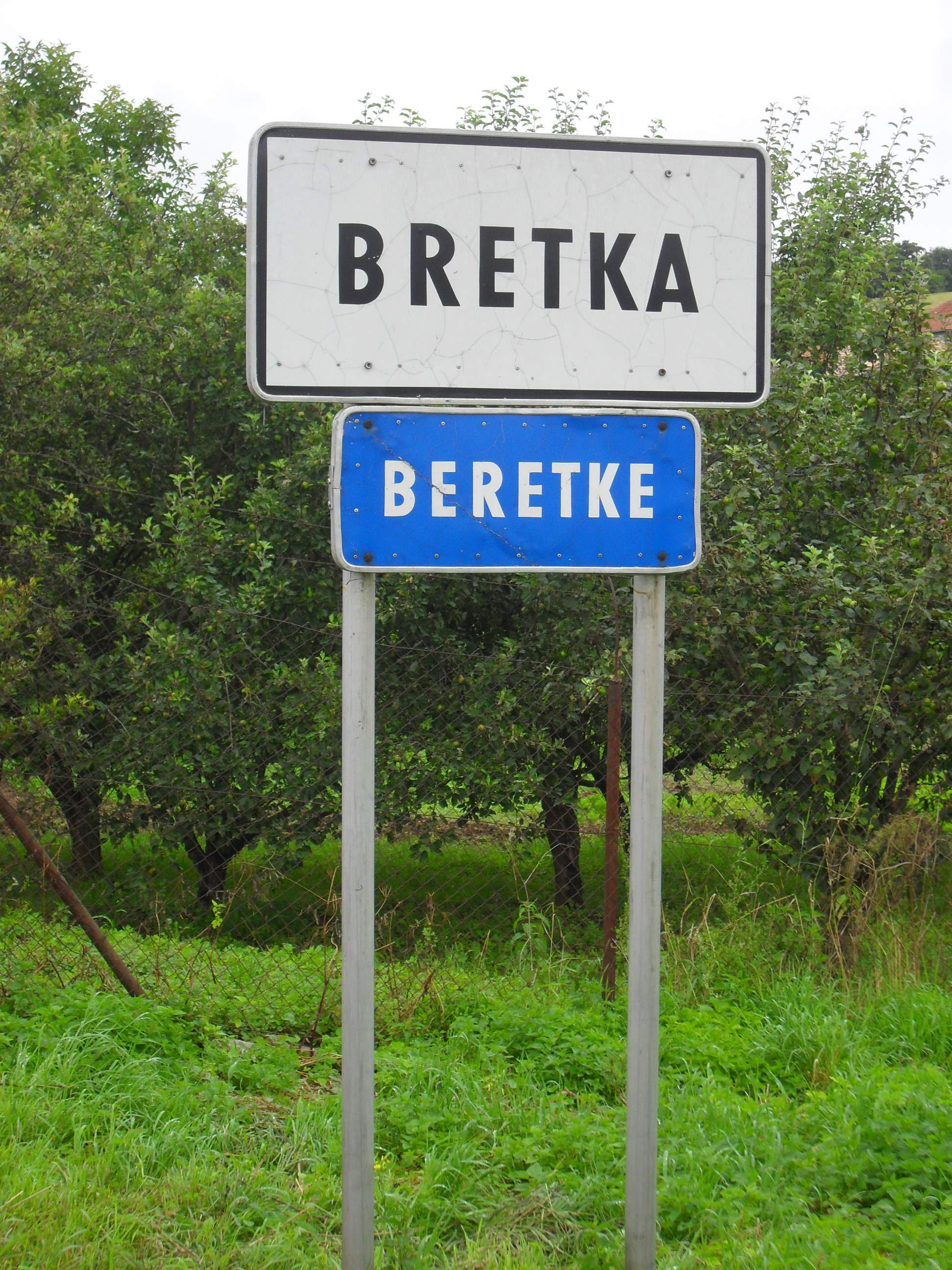
Kétnyelvű helységnévtábla
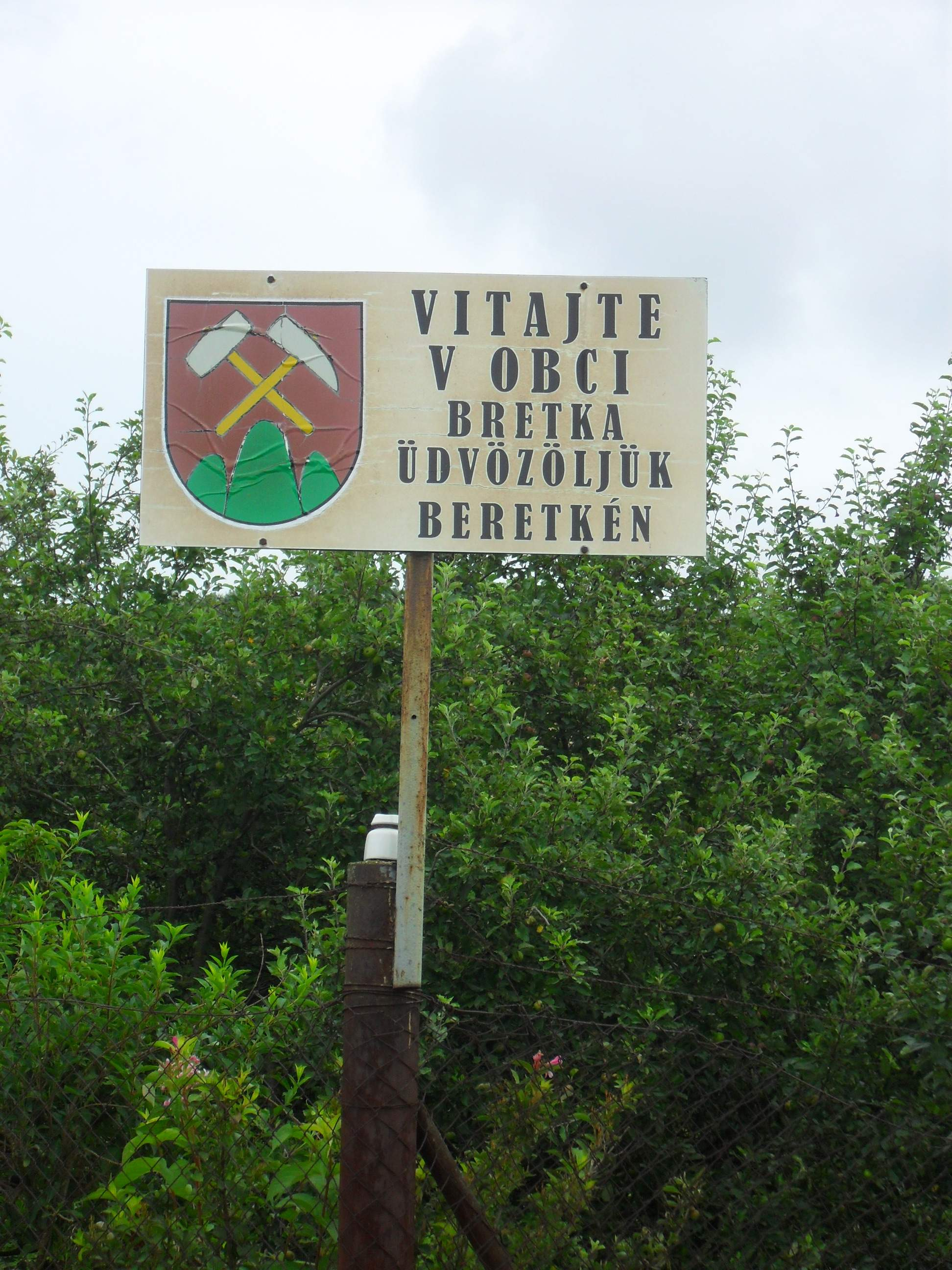
Üdvözlőtábla
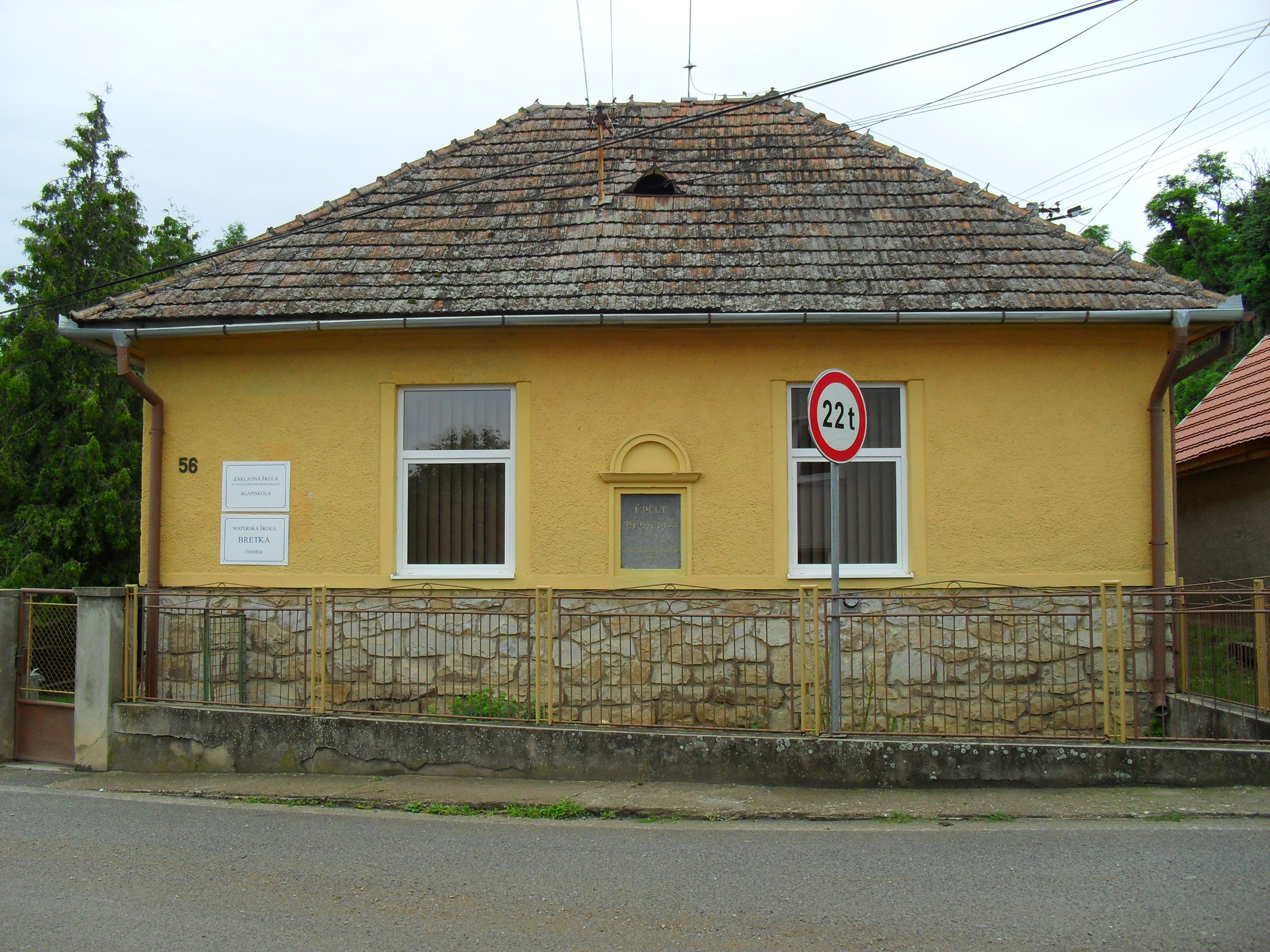
Alapiskola és óvoda
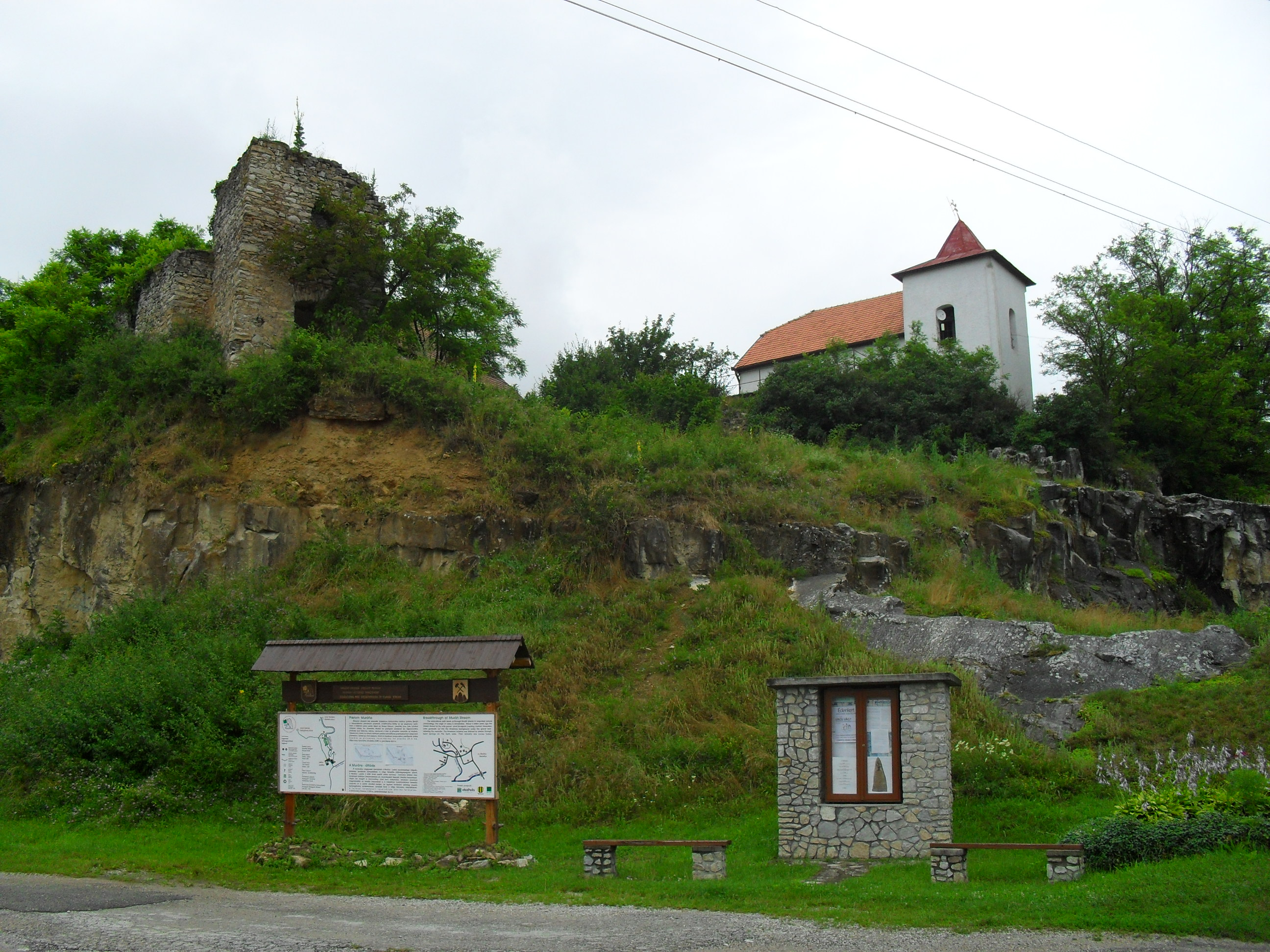
A falu központjában
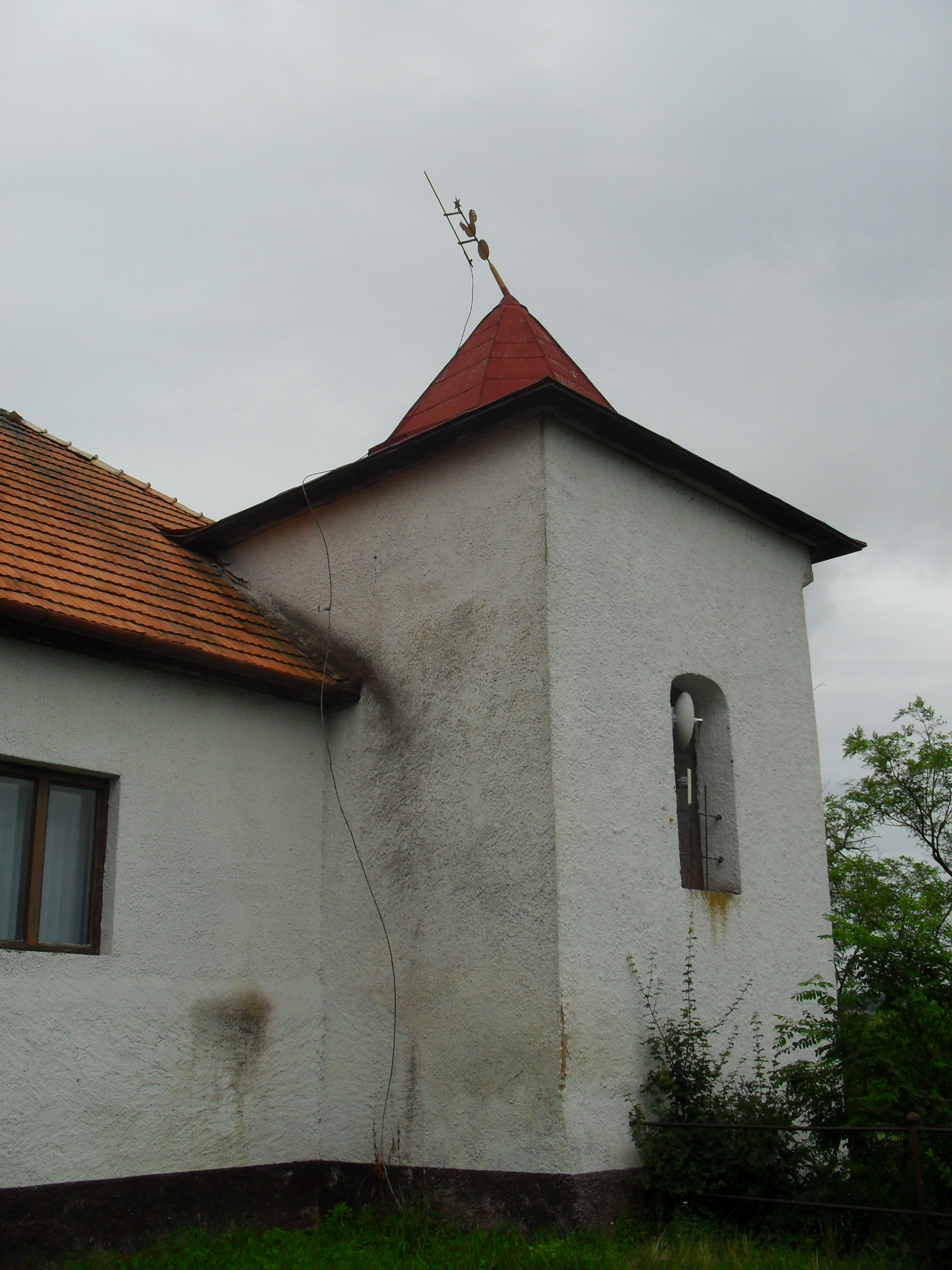
A református templom
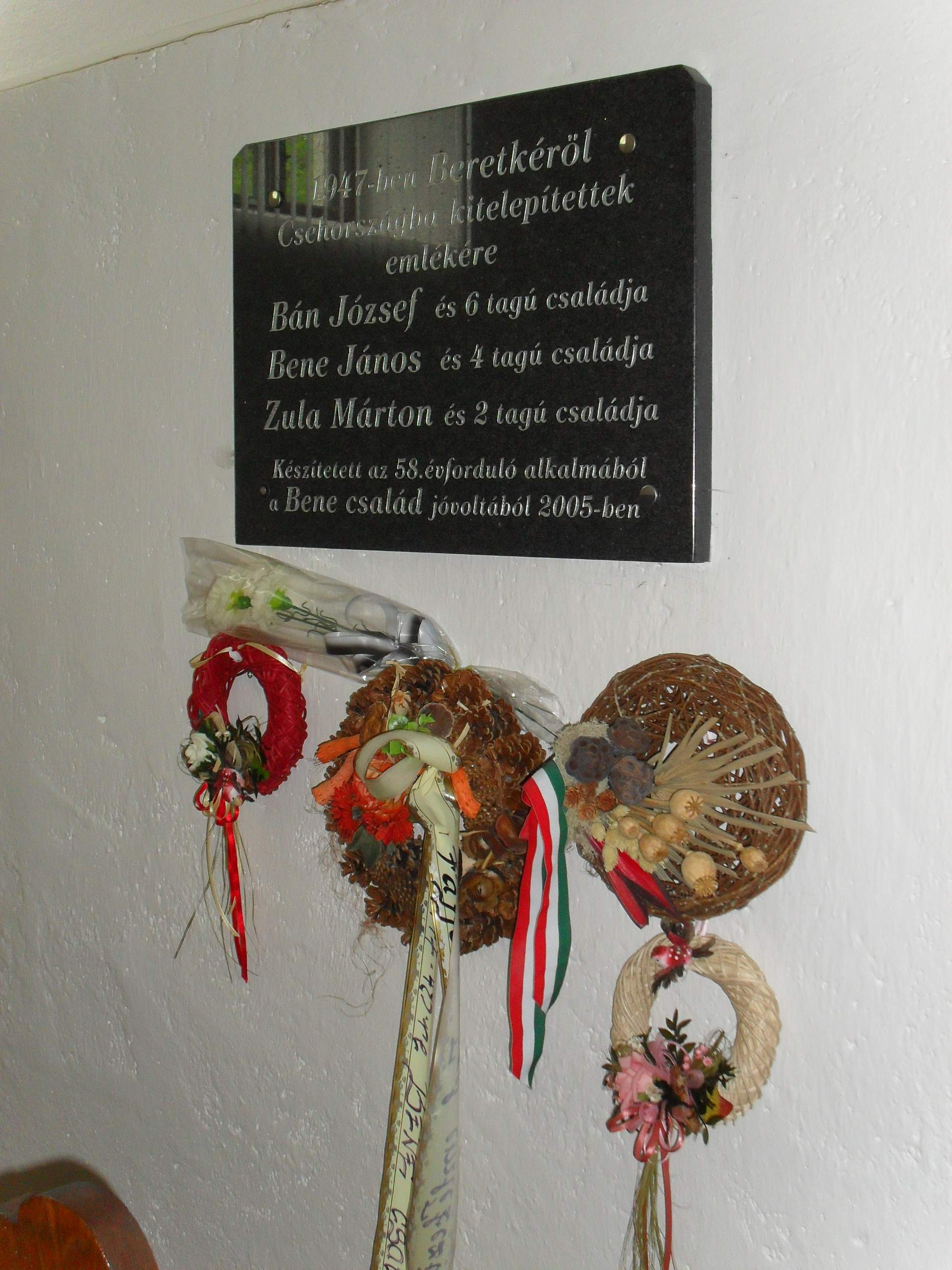
A kitelepítettek emléktáblája a református templomban
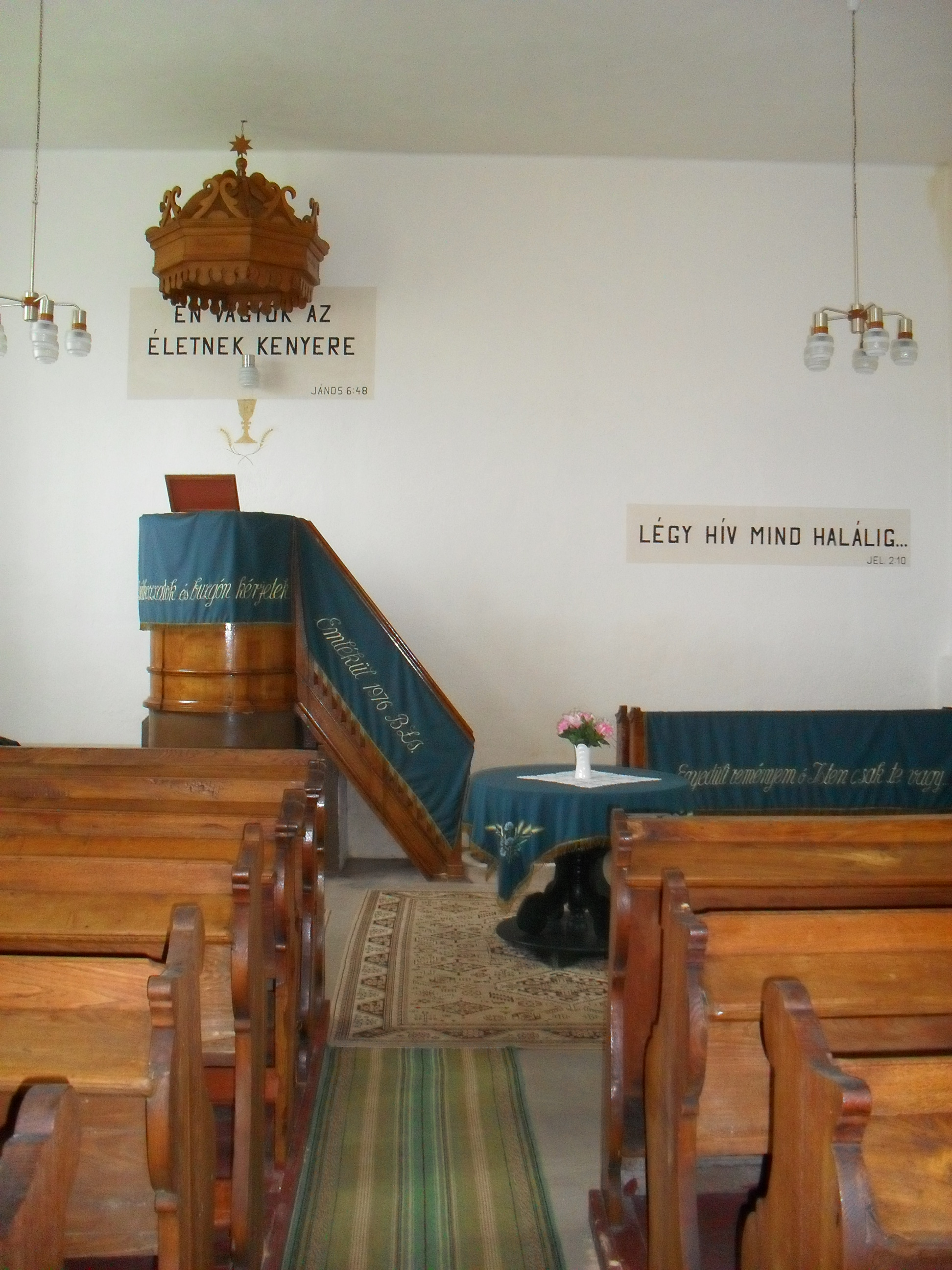
A református templomban
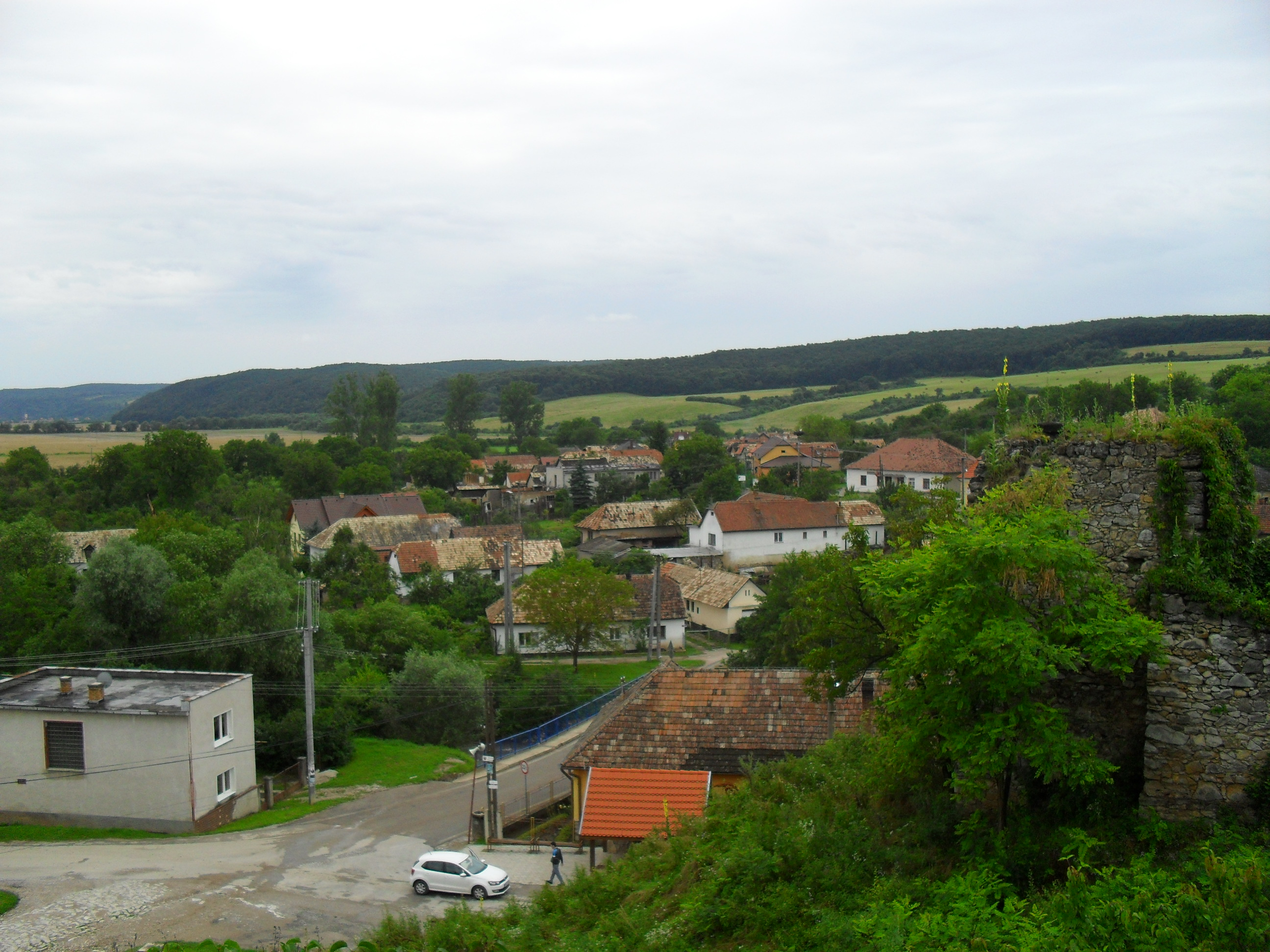
Beretke látképe
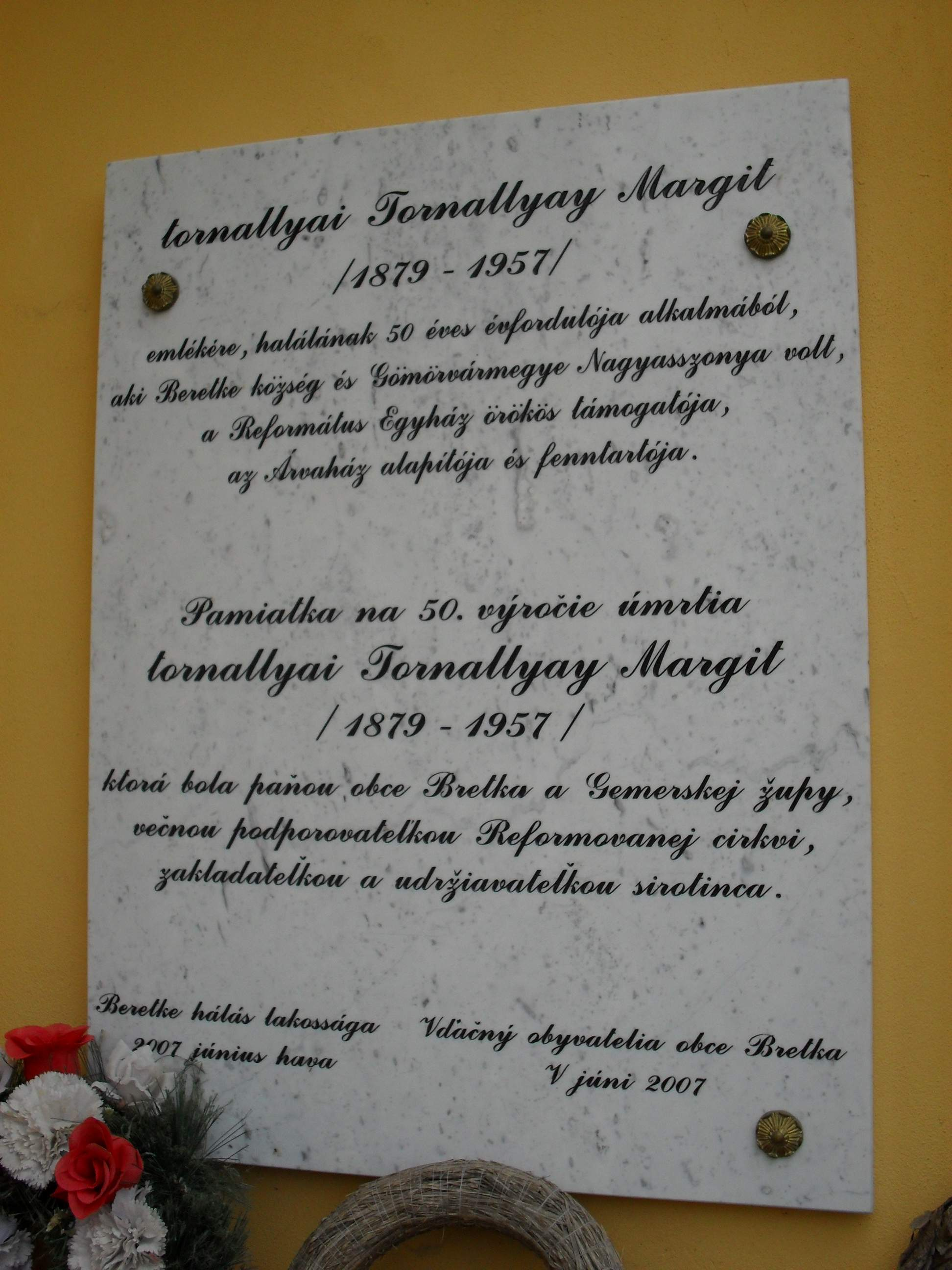
Tornallyay Margit emléktáblája
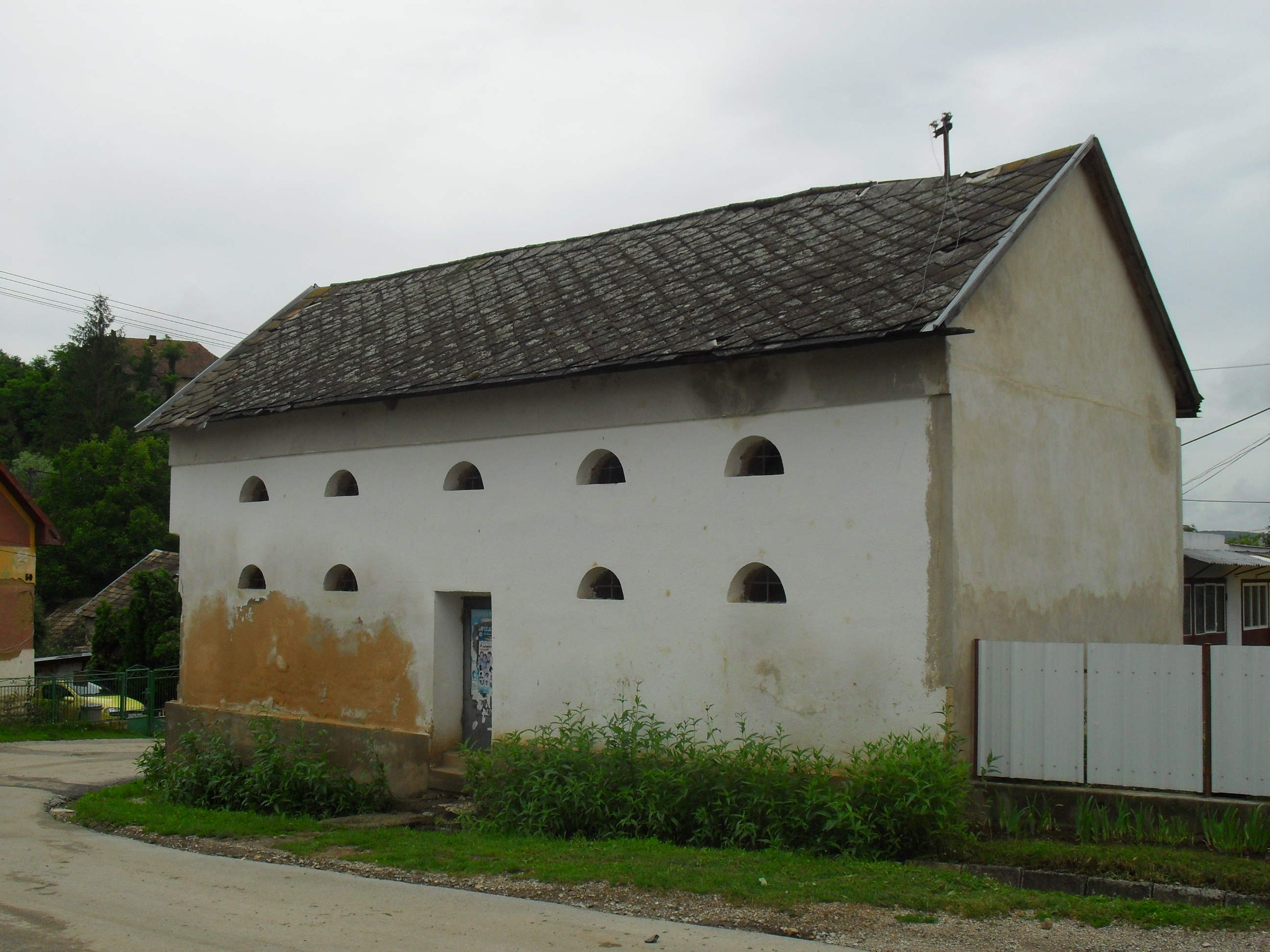
Barokk kori magtár
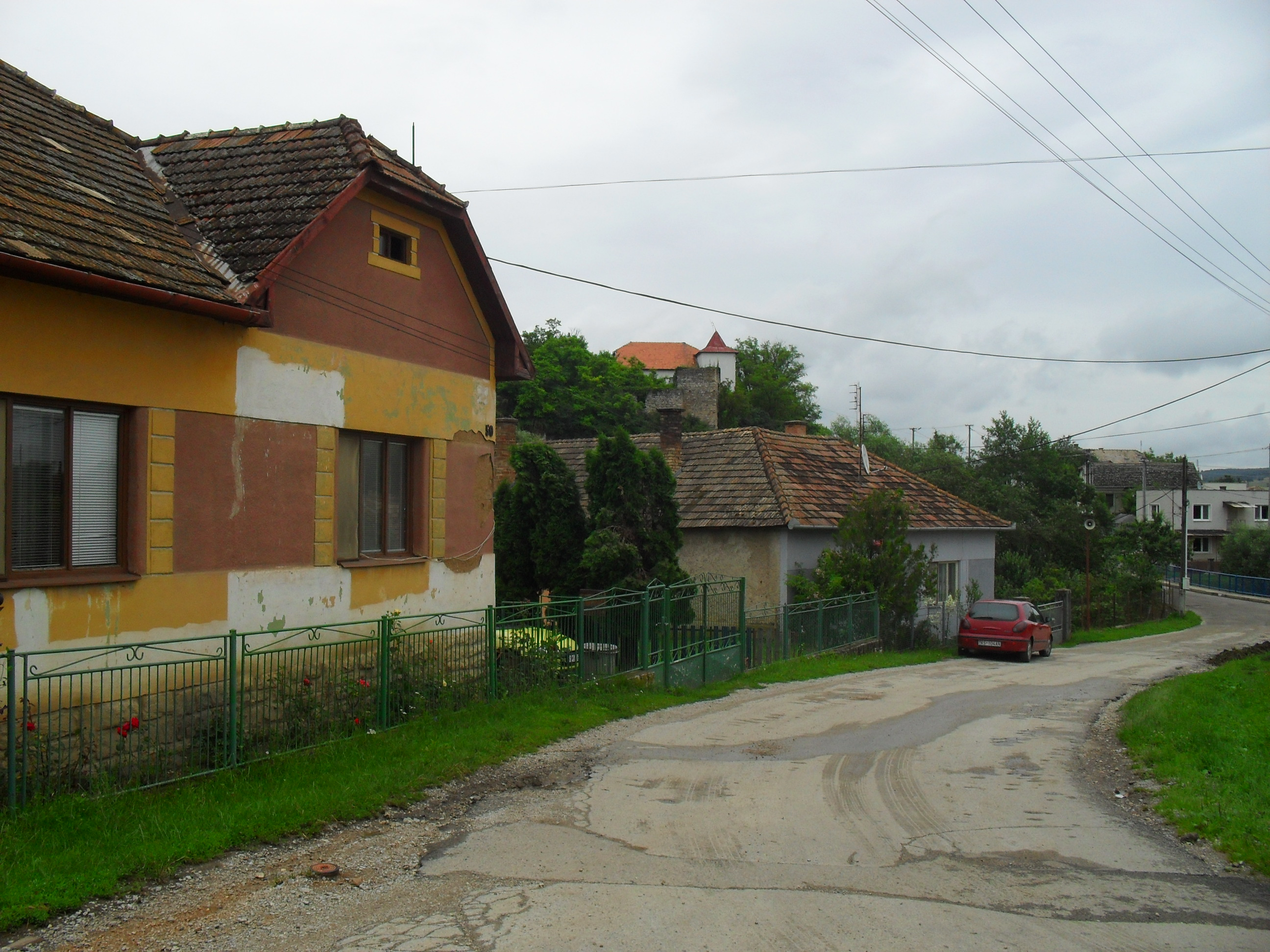
Beretkei utcakép
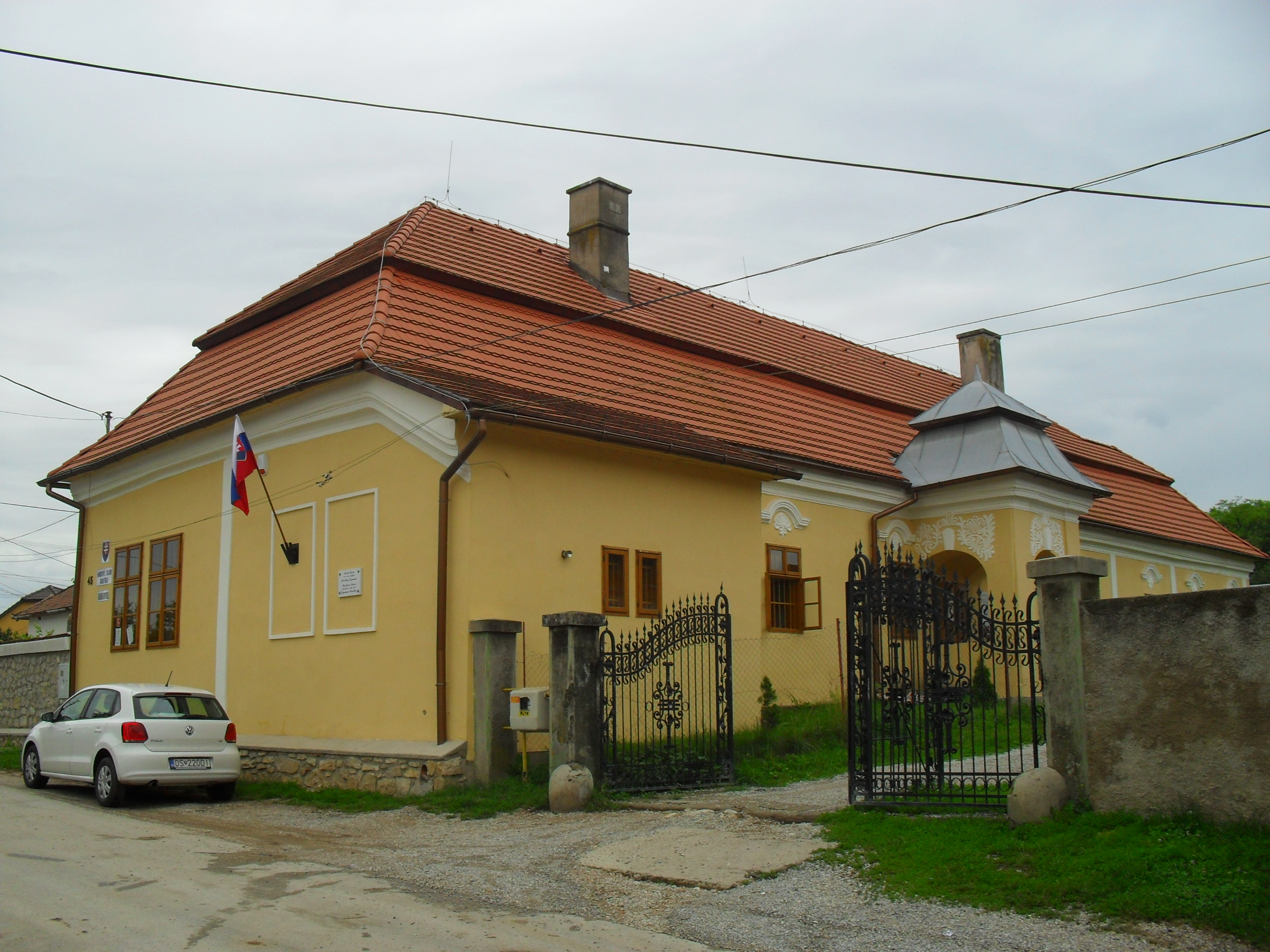
Beretkey-kúria
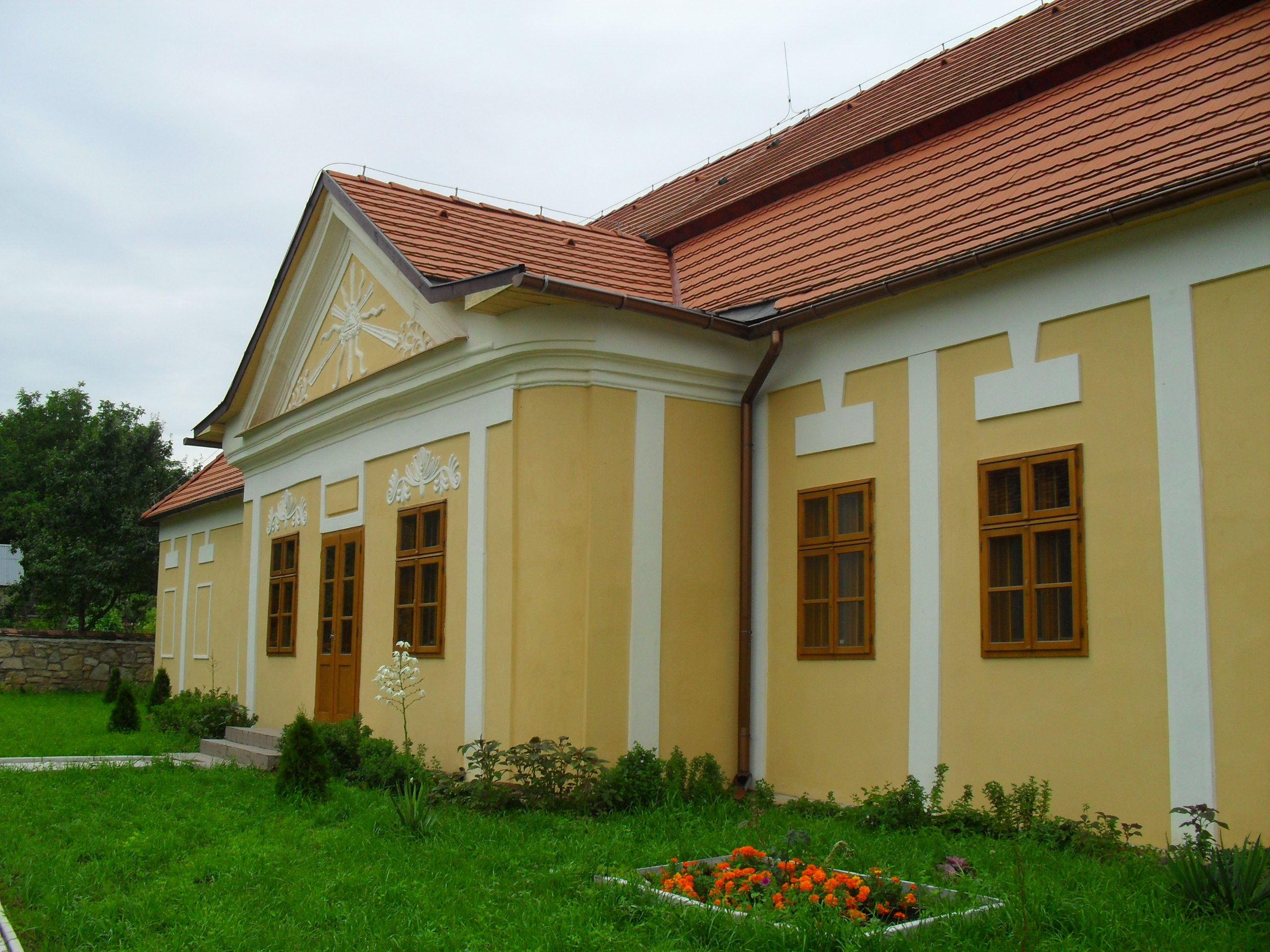
Beretkey-kúria
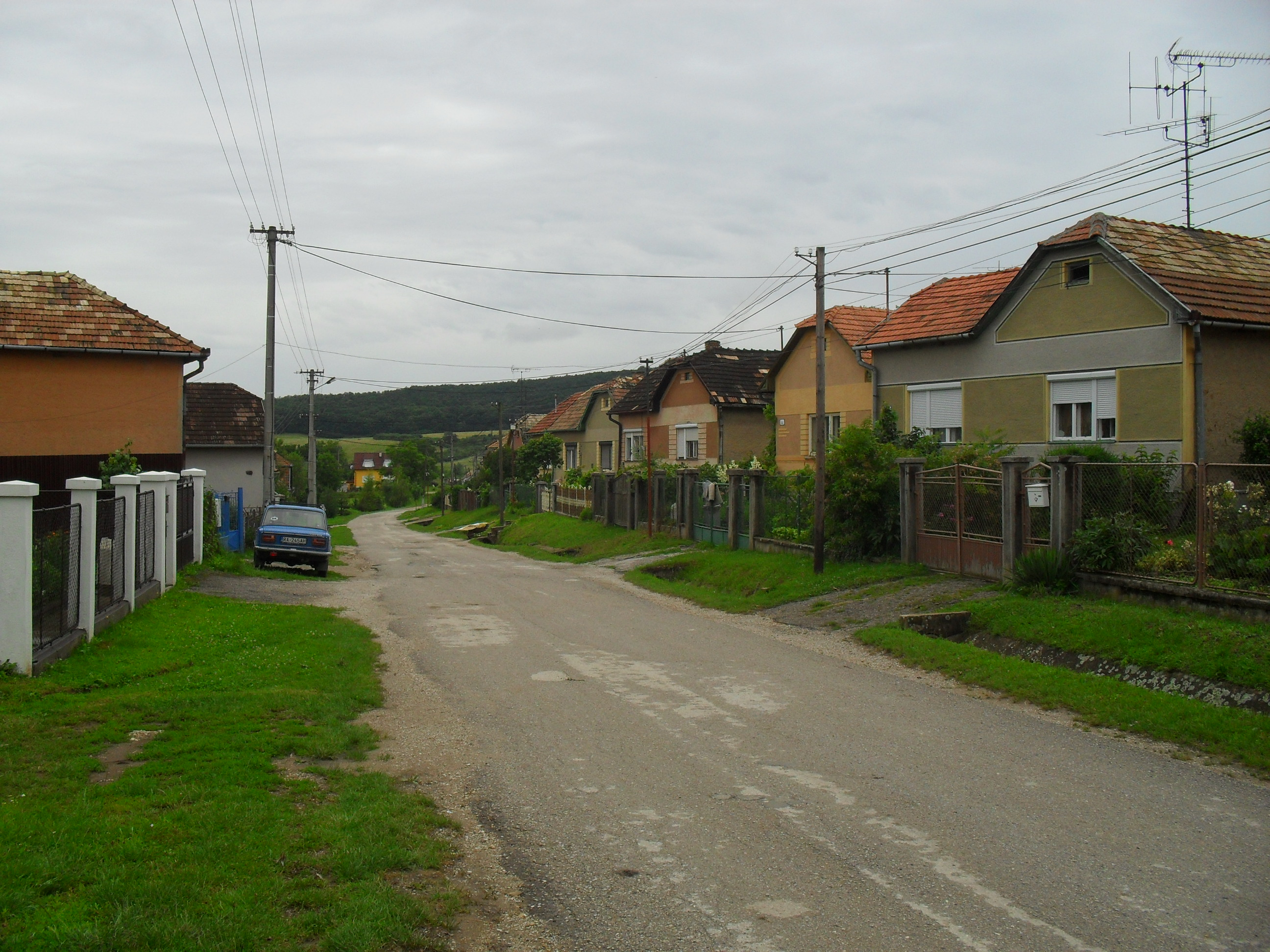
Utcakép
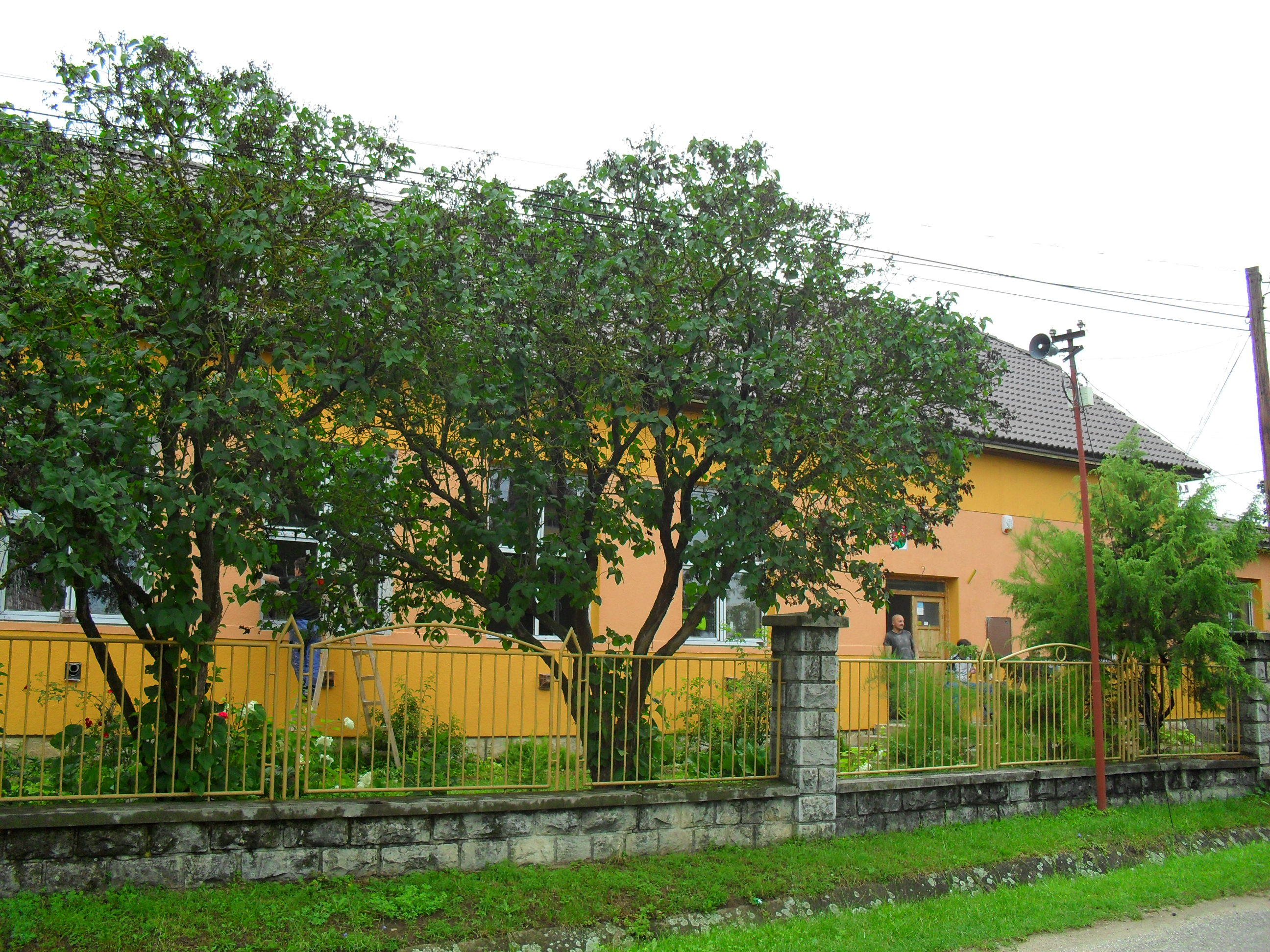
Községi hivatal
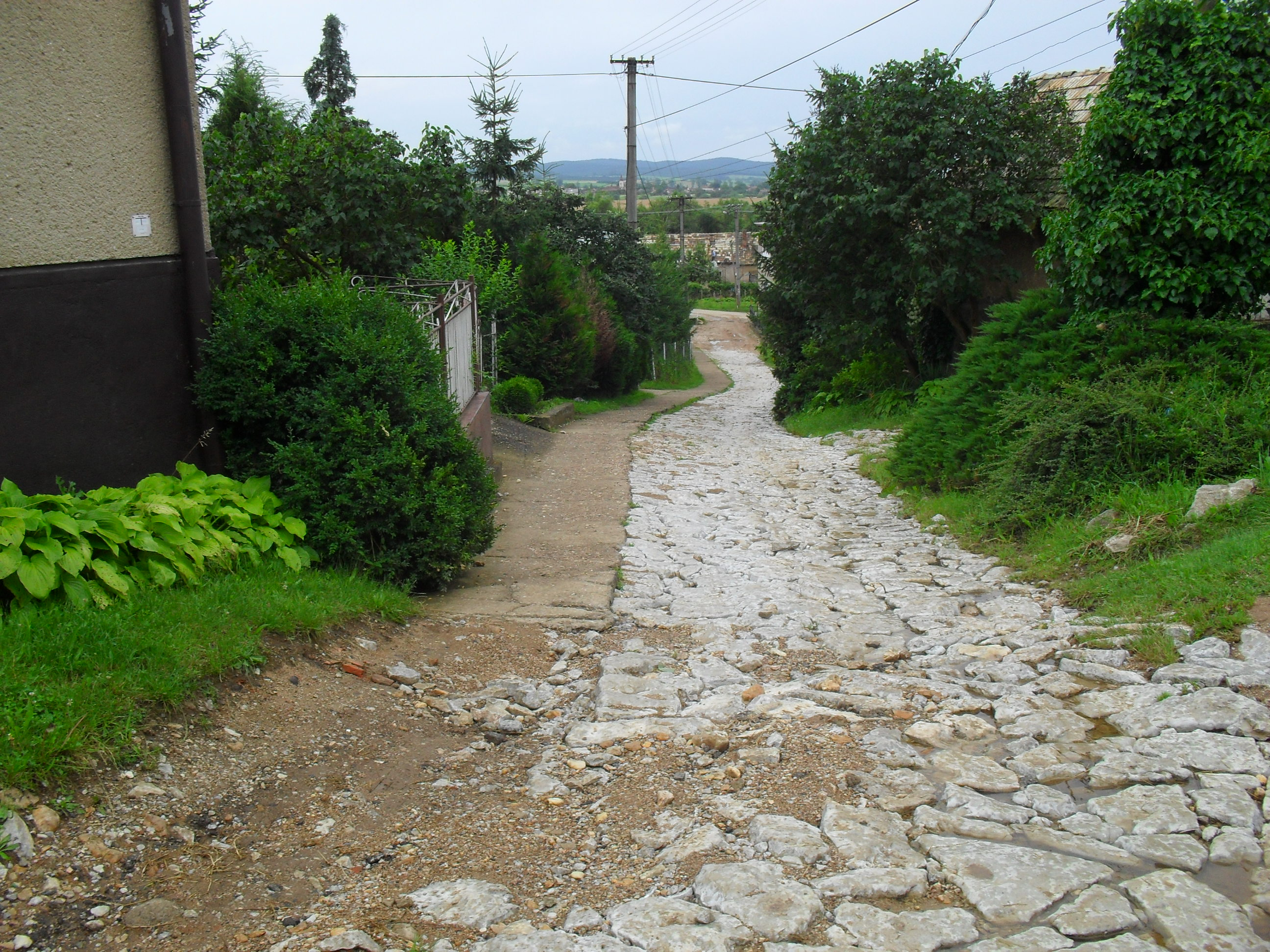
Utcakép
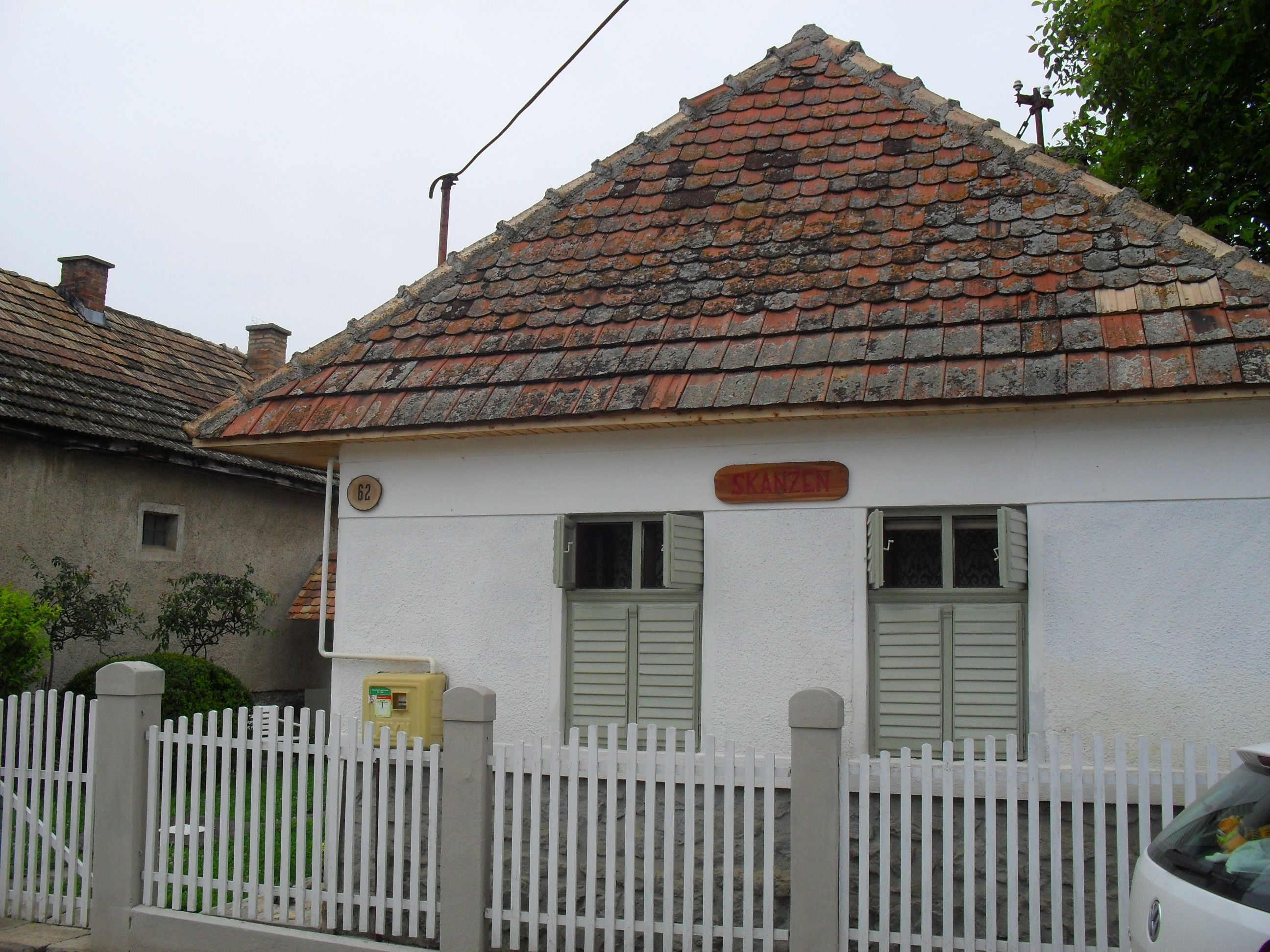
Skanzen
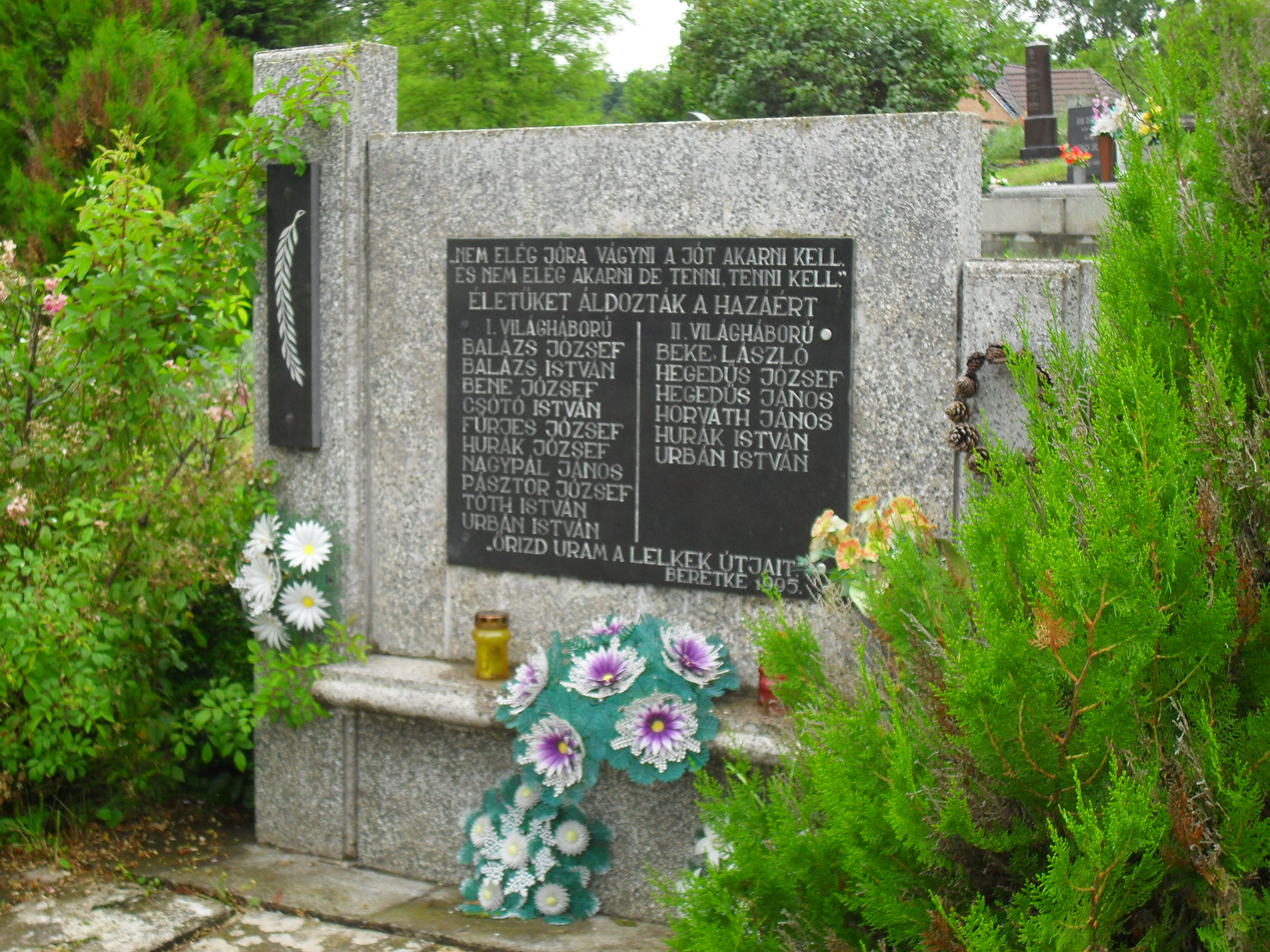
Világháborús emlékmű a temetőben
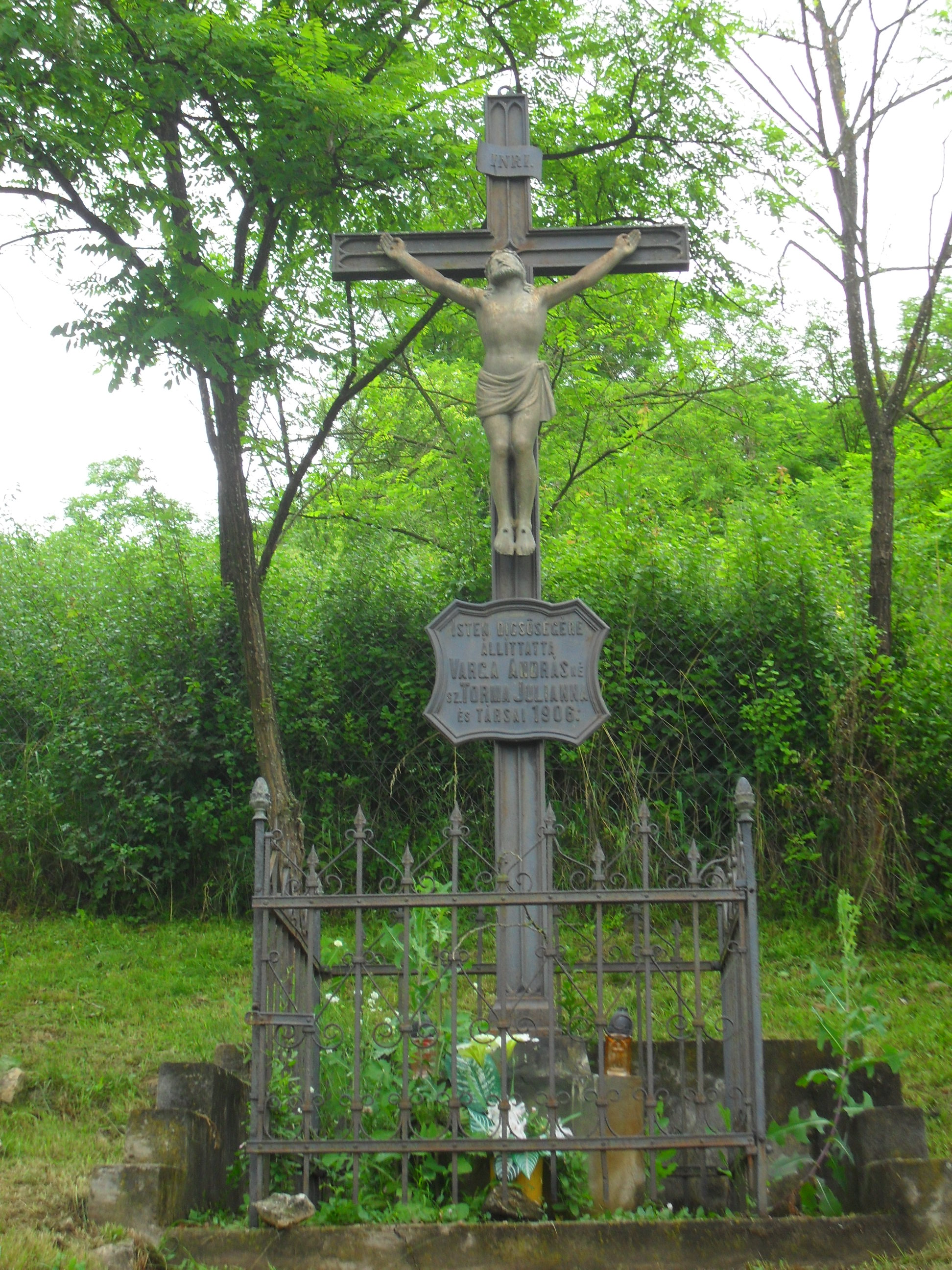
Temetői nagykereszt
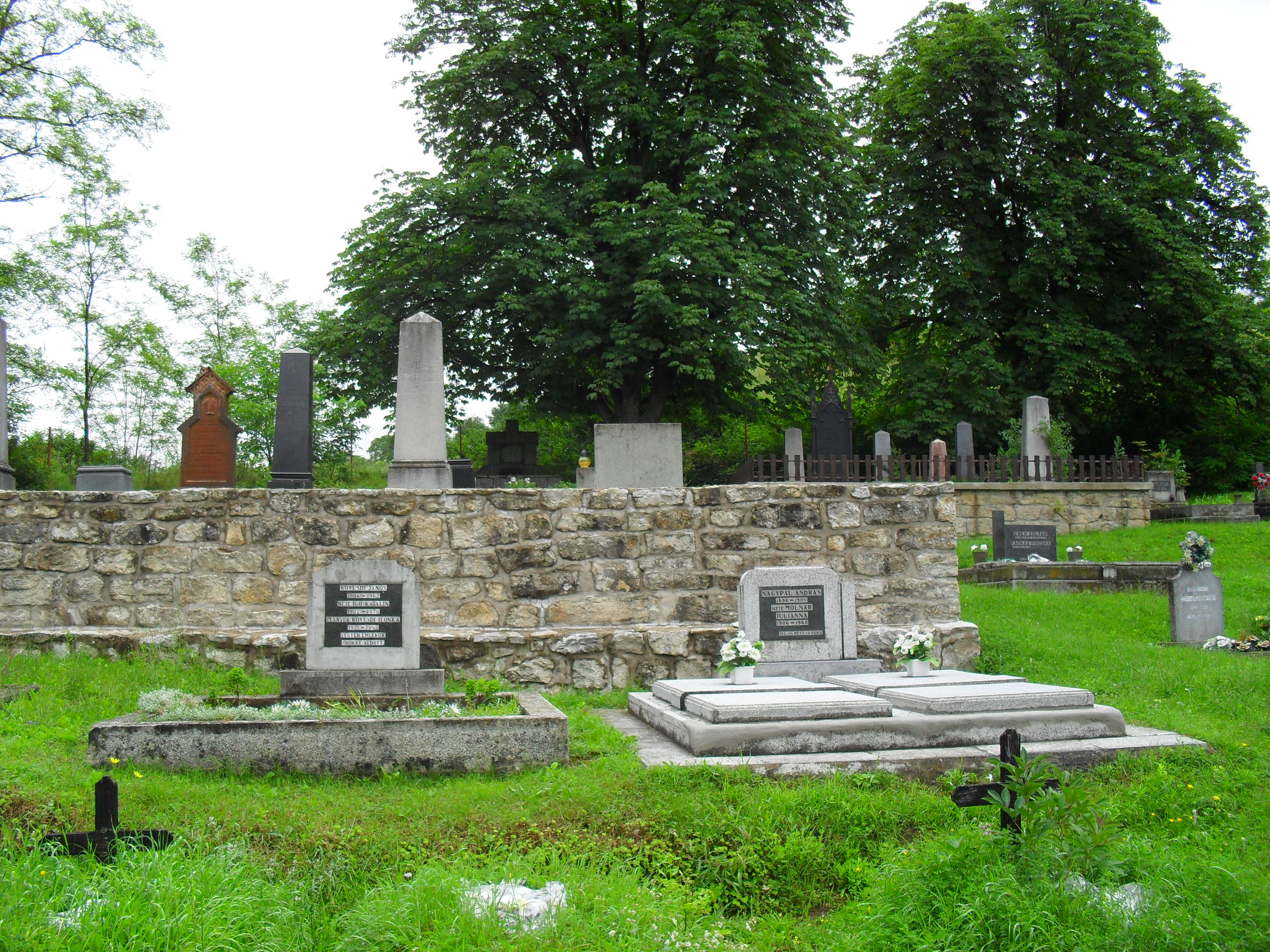
Temető